# Mound Bayou
Mound Bayou é uma cidade localizada no estado americano de Mississippi, no Condado de Bolivar.

## Demografia
Segundo o censo americano de 2000, a sua população era de 2102 habitantes.
Em 2006, foi estimada uma população de 1998, um decréscimo de 104 (-4.9%). É a cidade com maior porcentagem de pretos em toda a América, osafro-americanos são 97.7% da população.

## Geografia
De acordo com o United States Census Bureau tem uma área de
2,3 km², dos quais 2,3 km² cobertos por terra e 0,0 km² cobertos por água. Mound Bayou localiza-se a aproximadamente 44 m acima do nível do mar.

## Localidades na vizinhança
O diagrama seguinte representa as localidades num raio de 16 km ao redor de Mound Bayou.